# Trattato di Westminster (1674)
Il trattato di Westminster è un trattato di pace che mise fine alla terza guerra anglo-olandese, conflitto alla base della guerra d'Olanda. Venne firmato il 19 febbraio 1674.

## Storia del conflitto
Contro una significativa bancarotta del governo dei Paesi Bassi (due milioni di fiorini) e sotto la crescente pressione di un parlamento apertamente ostile alla guerra, Carlo II d'Inghilterra accettò di firmare il trattato con gli Stati Generali della Repubblica delle Sette Province Unite.
A livello territoriale, si giunse ad uno statu quo ante bellum (pattuito già con il precedente trattato di Breda), con la cessione di New York e del New Jersey (Nuovi Paesi Bassi) all'Inghilterra, mentre i Paesi Bassi recuperarono il Suriname ma dovettero attendere la fine della guerra contro Luigi XIV di Francia e la firma del trattato di Nimega nel 1678, per riavere Sint Eustatius e Saba, evitando che i francesi prendessero queste isole per il resto della guerra.
La pace anglo-olandese, fortemente influenzata dagli spagnoli, confermò immediatamente il progressivo isolamento diplomatico dei francesi. Per gli spagnoli, questo accordo evitò la minaccia di una guerra contro l'Inghilterra, data l'alleanza sancita con gli olandesi e l'imperatore ai danni di Luigi XIV nella seconda metà del 1673.